# Tsutomu Sonobe
Tsutomu Sonobe (jap. 園部 勉, Sonobe Tsutomu; * 29. März 1958 in der Präfektur Ibaraki) ist ein ehemaliger japanischer Fußballspieler.

## Nationalmannschaft
1978 debütierte Sonobe für die japanische Fußballnationalmannschaft. Sonobe bestritt sieben Länderspiele.

## Errungene Titel
- Japan Soccer League: 1977, 1979, 1981
- Kaiserpokal: 1977, 1979

## Persönliche Auszeichnungen
- Japan Soccer League Best Eleven: 1978, 1979